# Bussy-le-Château
Bussy-le-Château är en kommun i departementet Marne i regionen Grand Est (tidigare regionen Champagne-Ardenne) i nordöstra Frankrike. Kommunen ligger i kantonen Suippes som tillhör arrondissementet Châlons-en-Champagne. År 2022 hade Bussy-le-Château 184 invånare.

## Befolkningsutveckling
Antalet invånare i kommunen Bussy-le-Château
| Referens: INSEE |